# Конти-Черніцькі (Мазовецьке воєводство)
Конти-Черніцькі (пол. Kąty Czernickie) — село в Польщі, у гміні Страхувка Воломінського повіту Мазовецького воєводства.
Населення — 132 особи (2011).
У 1975-1998 роках село належало до Седлецького воєводства.

## Демографія
Демографічна структура станом на 31 березня 2011 року:
|          | Загалом | Допрацездатний вік | Працездатний вік | Постпрацездатний вік |
| -------- | ------- | ------------------ | ---------------- | -------------------- |
| Чоловіки | 69      | 11                 | 54               | 4                    |
| Жінки    | 63      | 13                 | 35               | 15                   |
| Разом    | 132     | 24                 | 89               | 19                   |